# ارنستو سوتا
ارنستو سوتا (اسپانیایی: Ernesto Sota‎; ۱۱ دسامبر ۱۸۹۶ – ۲۵ مهٔ ۱۹۷۷) بازیکن فوتبال اهل مکزیک بود.
از باشگاه‌هایی که در آن بازی کرده‌است می‌توان به باشگاه فوتبال آمریکا اشاره کرد.
وی همچنین در تیم ملی فوتبال زیر ۲۳ سال مکزیک بازی کرده‌است.